# كاستيلان
 كاستيلان ، (بالإنجليزية: Castellane)‏، (الفرنسية:kastɛlan)، هي بلدية فرنسية في إقليم ألب البروفنس العليا في جنوب شرق فرنسا. مع حوالي 1600 نسمة، تتميز كاستيلان بأنها المقاطعة الفرعية الأقل سكانًا في فرنسا.

## المناخ
يظهر الجدول التالي التغييرات المناخية على مدار السنة لكاستيلان:
| البيانات المناخية لـكاستيلان       | البيانات المناخية لـكاستيلان | البيانات المناخية لـكاستيلان | البيانات المناخية لـكاستيلان | البيانات المناخية لـكاستيلان | البيانات المناخية لـكاستيلان | البيانات المناخية لـكاستيلان | البيانات المناخية لـكاستيلان | البيانات المناخية لـكاستيلان | البيانات المناخية لـكاستيلان | البيانات المناخية لـكاستيلان | البيانات المناخية لـكاستيلان | البيانات المناخية لـكاستيلان | البيانات المناخية لـكاستيلان |
| الشهر                              | يناير                        | فبراير                       | مارس                         | أبريل                        | مايو                         | يونيو                        | يوليو                        | أغسطس                        | سبتمبر                       | أكتوبر                       | نوفمبر                       | ديسمبر                       | المعدل السنوي                |
| ---------------------------------- | ---------------------------- | ---------------------------- | ---------------------------- | ---------------------------- | ---------------------------- | ---------------------------- | ---------------------------- | ---------------------------- | ---------------------------- | ---------------------------- | ---------------------------- | ---------------------------- | ---------------------------- |
| الدرجة القصوى °م (°ف)              | 22.8 (73.0)                  | 23.7 (74.7)                  | 25.8 (78.4)                  | 27.6 (81.7)                  | 31.8 (89.2)                  | 35.6 (96.1)                  | 37.3 (99.1)                  | 37 (99)                      | 33.4 (92.1)                  | 29.7 (85.5)                  | 23.3 (73.9)                  | 20.3 (68.5)                  | 37.3 (99.1)                  |
| متوسط درجة الحرارة الكبرى °م (°ف)  | 8.8 (47.8)                   | 10.7 (51.3)                  | 14 (57)                      | 15.9 (60.6)                  | 20.4 (68.7)                  | 24.8 (76.6)                  | 28.4 (83.1)                  | 27.8 (82.0)                  | 23.4 (74.1)                  | 18.5 (65.3)                  | 12.8 (55.0)                  | 8.6 (47.5)                   | 17.9 (64.2)                  |
| المتوسط اليومي °م (°ف)             | 1.5 (34.7)                   | 2.8 (37.0)                   | 5.9 (42.6)                   | 8.3 (46.9)                   | 12.6 (54.7)                  | 16.5 (61.7)                  | 19.4 (66.9)                  | 18.9 (66.0)                  | 15 (59)                      | 10.9 (51.6)                  | 5.9 (42.6)                   | 2 (36)                       | 10 (50)                      |
| متوسط درجة الحرارة الصغرى °م (°ف)  | −5.7 (21.7)                  | −5.1 (22.8)                  | −2.1 (28.2)                  | 0.7 (33.3)                   | 4.8 (40.6)                   | 8.1 (46.6)                   | 10.3 (50.5)                  | 9.9 (49.8)                   | 6.6 (43.9)                   | 3.4 (38.1)                   | −1.1 (30.0)                  | −4.5 (23.9)                  | 2.1 (35.8)                   |
| أدنى درجة حرارة °م (°ف)            | −20.5 (−4.9)                 | −18.8 (−1.8)                 | −19.0 (−2.2)                 | −9 (16)                      | −4 (25)                      | −0.8 (30.6)                  | 2.5 (36.5)                   | 1 (34)                       | −2.2 (28.0)                  | −9 (16)                      | −15.5 (4.1)                  | −19.5 (−3.1)                 | −20.5 (−4.9)                 |
| الهطول مم (إنش)                    | 67.1 (2.64)                  | 50.4 (1.98)                  | 51.5 (2.03)                  | 82.1 (3.23)                  | 92.2 (3.63)                  | 75.5 (2.97)                  | 42.4 (1.67)                  | 66.9 (2.63)                  | 91.9 (3.62)                  | 117.9 (4.64)                 | 109 (4.3)                    | 89 (3.5)                     | 935.9 (36.85)                |
| متوسط أيام هطول الأمطار (≥ 1.0 mm) | 6.1                          | 5.5                          | 6.1                          | 9.3                          | 9.1                          | 7.1                          | 4.5                          | 5.1                          | 6.6                          | 8.3                          | 7.5                          | 7.6                          | 82.7                         |
| [بحاجة لمصدر]                      |                              |                              |                              |                              |                              |                              |                              |                              |                              |                              |                              |                              |                              |

## توأمة
لكاستيلان اتفاقيات توأمة مع:
- بيسكاسيرولي